# 山黃槴瘤節蜱
山黃槴瘤節蜱（学名：Aceria jasminoidis）为節蜱科瘤節蜱屬下的一个种。